# Tor Nessling
Tor Ragnar Nessling (* 6. September 1901 in Helsinki, Großfürstentum Finnland; † 23. November 1971 in Helsinki, Finnland) war ein finnischer Diplomingenieur und führender Industrieller. Er war fast vier Jahrzehnte der Generaldirektor des finnischen Lkw-Herstellers Suomen Autoteollisuus (SAT).
Nessling wurde im Jahr 1932, bald nach Gründung des Unternehmens, Leiter der SAT. Er entwickelte das Unternehmen zu einer Zeit als nur wenige an die Möglichkeit einer finnischen Automobilindustrie glaubten und ein Jahrzehnt später wurde er der Mehrheitsaktionär der Firma SAT. Nessling leitete patriarchalisch das Unternehmen in dem Lkw, Bus-Chassis, Schienenfahrzeuge und Terminal-Zugmaschinen gebaut wurden. Er verlor seine beherrschende Beteiligung nach einer Fusion im Jahr 1968. Im Jahr 1970 trat er zurück und starb im folgenden Jahr.

## Studien und frühe Karriere
Die Eltern von Tor Nessling waren der Ingenieur John Nessling und Greta geb. Grönholm. 1920 legte Nessling sein Abitur am Helsinki koedukativ Gymnasium Läroverket för gossar och flickor ab. Er setzte sein Studium an der Maschinenbaufakultät der Technischen Universität Helsinki fort. Gleichzeitig studierte er 1922–24 Geologie an der Universität von Helsinki. Nessling machte seinen Abschluss als Diplomingenieur im Jahr 1924. Er reiste nach Schweden, Großbritannien, Deutschland und in die USA. Zwischen 1926 und 1928 arbeitete Nessling bei den drei finnischen Automobilimporteuren Korpivaara & Halla, Henry-Auto und Auto-Bil. In den Jahren 1928 und 1929 arbeitete er als Direktor bei den Fahrzeuggeschäften Munkkisaaren Autotalli ja Konepaja und dann zwischen 1929 und 1930 bei Autovarikko.

## Gründung der Suomen Autoteollisuus
Im Jahr 1929 wurde Nessling zum Technischen Leiter des Bus- und Aufbauherstellers Autoteollisuus-Bilindustri ernannt. Nessling wollte einen neuen Wirtschaftszweig für sein Land entwickeln und sah im selben Jahr die Möglichkeit, in die Lkw- und Busproduktion für Finnland einzusteigen. Im Jahr 1931 fusionierte Autoteollisuus-Bilindustri mit dem Karosseriebauer Osakeyhtiö Autokoritehdas. Der Name des neuen Unternehmens war Suomen Autoteollisuus („Finnische Fahrzeugindustrie“) und dessen erster Generaldirektor wurde John Hellsten. Es wird oft behauptet, dass Nessling SAT gegründet hat, was aber nicht stimmt. Die Fusion wurde von Karl Arthur Nordgren, Emil Anton Winckelmann und Lars Wilhelm Åberg organisiert. Allerdings wurde Nessling ein Jahr nach der Gründung des Unternehmens zum Generaldirektor der SAT ernannt.

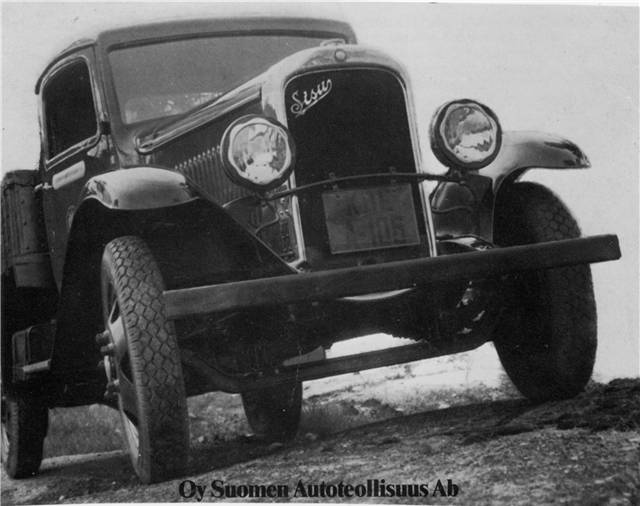
Einer der ersten Sisus: S-321 aus dem Jahr 1932.

Das Starten einer Fahrzeugproduktion praktisch aus dem Nichts, mitten in der Weltwirtschaftskrise, erschien fast unmöglich,  gelang aber unter der entschlossenen Führung von Nessling. Als Markenname wurde Sisu ausgewählt und die ersten 12 Sisu Fahrzeuge rollten im Jahr 1932 aus der Fabrik. Obwohl der Anteil der inländischen Komponenten zu Beginn nur 20 % betrug, war Nessling entschlossen diesen Anteil wesentlich zu erhöhen. Berühmt wurde er mit dem Satz: „Ein Finne kann alles machen was ein Ausländer kann“. Bis Ende der 1930er Jahre wurde der Anteil an inländischen Komponenten auf 40 % erhöht. Nessling versuchte die finnische Regierung vom Potenzial der Automobilindustrie zu überzeugen. Er betonte das Beschäftigungspotenzial und auch die strategische Bedeutung der finnisch kontrollierten Fahrzeugproduktion für die Landesverteidigung. Die Regierung ignorierte seine Argumente und reduzierte die Einfuhrzölle für schwere Nutzfahrzeuge während der 1930er Jahre Schritt für Schritt, so dass die Konkurrenz härter wurde. Auch die Besitzer von SAT begannen die Möglichkeiten der inländischen Lkw-Produktion anzuzweifeln. Im Jahr 1938 bot Nessling Helsingin Osakepankki an, ihre Anteile an SAT zu kaufen, die er auch relativ günstig erwerben konnte. Für die Finanzierung musste er das Anwesen seiner Frau verpfänden, schließlich gehörten ihm aber 80 % von SAT.

## Der Zweite Weltkrieg und Yhteissisu

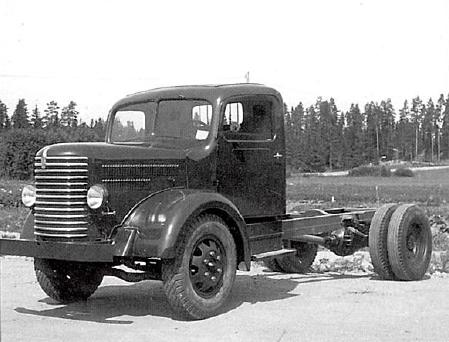
Sisu S-22 von Yhteissisu.

Der Zweite Weltkrieg brachte neue Herausforderungen für SAT, weil viele ausländische Komponenten unerreichbar wurden. Mit großen Anstrengungen konnte aber der Anteil an inländischen Komponenten auf 90 % gesteigert werden. Ein großer Schritt konnte durch die Herstellung des amerikanischen Hercules-Motors in Lizenzfertigung gemacht werden. Die Hauptkunden für SAT während des Krieges waren die finnischen Streitkräfte und andere staatliche Institutionen. Da die Fertigung in Helsinki anfällig war für sowjetische Luftangriffe startete man den Bau einer neuen Fabrik in Karis. Die Produktionskapazität war aber nicht ausreichend um die Nachfrage zu befriedigen. Im Jahr 1942 wurde von den Streitkräften geschätzt, dass sie etwa 7 000 Lkw und Busse in den nächsten Jahren brauchen würden. Nessling schlug vor, die neue Fabrik größer zu bauen als sie ursprünglich geplant war. Die wirtschaftlichen und technischen Ressourcen von SAT waren aber begrenzt und einflussreiche Importeure von schweren Lkw, unterstützt von einigen politischen Parteien, vermuteten, dass SAT den Krieg benutzen wollte, um eine marktbeherrschende Stellung in Finnland einzunehmen. Der Staat schlug vor SAT teilweise in Staatsbesitz zu nehmen, was Nessling aber ausschloss. Als zweite Option wurde die Gründung eines neuen Unternehmens vorgeschlagen, an dem sich der finnische Staat und bedeutende finnische Unternehmen beteiligten, aus dem 1943 Yhteissisu wurde, dessen Generaldirektor Tor Nessling wurde, aber nur widerwillig. Yhteissisu begann Sisu Lkw in Vanaja, bei Hämeenlinna etwa 100 km nördlich von Helsinki zu bauen. Das Ende des Zweiten Weltkriegs  kam aber schon bevor Yhteissisu die Produktion von Militär-Lkw vollkommen aufnehmen konnte. Nessling verließ seinen Posten bei Yhteissisu im Jahr 1946. Als Grund für seine Entscheidung gab er die mangelnde Unterstützung der Firmeninhaber an. Die Lkw-Produktion wurde bei Yhteissisu dann für den zivilen Markt genutzt. Im Jahre 1948 wurde die Firma Yhteissisu in Vanajan Autotehdas (VAT) umbenannt.
Tor Nessling wurde immer verbitterter gegenüber dem Staat: Zuerst wurden seine Ideen über die Produktion von schweren Lkw in den 1930er Jahren ignoriert, dann hatte ihn die Regierung gezwungen ein neues Unternehmen aufzubauen mit Technologien die von Neslings eigener Firma stammten. Seine Unzufriedenheit äußerte sich in den 1960er Jahren als der Staat ihm Fördermittel anbot, die er aber ausschlug mit der Antwort: Er hätte nie etwas gefordert und würde auch nie die Regierung um etwas bitten.

## Wachstum nach dem Krieg
In den 1950er und 1960er Jahren wuchs die Produktion von SAT stark. Während der 1950er Jahre vervierfachte sich das Volumen bis auf 800 Fahrzeuge pro Jahr. Neben der Produktion von Lkw und Bus-Chassis fertigte man auch Straßenbahnen und Stadtbahnen für die finnische Staatsbahn. Die SAT-Produkte wurden in vier Kontinente exportiert. Das wachsende Produktionsvolumen und auch Investitionen in die Produktionsanlagen verlangten, dass der Vertrieb durch Marketingkampagnen gefördert werden musste. Anders als viele andere stand Nessling dem Marketing aufgeschlossen gegenüber und konzentrierte sich stark auf das Individualisieren der Lkw, was den Kundenbedürfnissen sehr entgegenkam. So lud er Lkw-Fahrer und Spediteure ein, um sie zu befragen und um die Sisu-Lkw zu testen, um herauszufinden, wie die Beschaffenheit der Lkw sein sollte.

## Fusion mit VAT und Pensionierung
Der Hauptkonkurrent von SAT, Vanajan Autotehdas (VAT), hatte Ende der 1960er Jahre finanzielle Schwierigkeiten und Nessling schlug eine Fusion zwischen VAT und SAT vor, weil er befürchtete, ein ausländischer Konkurrent wie Volvo oder Scania könnte VAT übernehmen. Die Fusion wurde dann im Jahr 1968 vorgenommen. Am Ende führte der Zusammenschluss aber zu einer Situation die Nessling eigentlich vermeiden wollte, da der Staat an der neuen Firma mit einer 17 % Beteiligung Miteigentümer wurde und der Anteil von Nessling unter 50 % fiel. SAT erhielt einen Ausführenden Verwaltungsrat und einen Aufsichtsrat. Obwohl Nessling noch der Hauptaktionär der Gesellschaft war, wurde sein Einfluss immer geringer und er hatte Schwierigkeiten sich an die neue Situation zu gewöhnen, da ihm von Seiten des Verwaltungsrates in seine Arbeit hereingeredet wurde.
Die Beziehungen zwischen Nessling und dem Vorstand waren geprägt von Spannungen, worauf Nessling krank wurde. Er erholte sich aber nicht ausreichend um arbeiten zu können wie zuvor, obwohl er seine Rolle in der Unternehmensführung fortsetzen wollte. Der Vorstand war nicht überzeugt und reorganisierte die Unternehmensstruktur. Nessling widersetzte sich dem Transfer von Marketingaufgaben in andere Hände, konnte ihn aber nicht verhindern. Der alte Geschäftspartner und Freund von Nessling, der damalige Leiter der British Leyland Motor Corporation, Lord Stokes, den Nessling sehr achtete, riet ihm sich aus der Firma zurückzuziehen. Tor Nessling kündigte seinen Rücktritt als Generaldirektor von Suomen Autoteollisuus im Juni 1970 an, nach fast vier Jahrzehnten der Führung des Unternehmens. Als neuer Geschäftsführer wurde Erik Gillberg im Februar 1971 ernannt.

## Persönliches Leben und Tod
Nessling lebte zurückgezogen und vermied die Öffentlichkeit. Er führte sein Unternehmen patriarchalisch und hielt Abstand zu seinen Untergebenen, abgesehen von wenigen Kollegen und Freunden. Nessling hatte in seinem Leben immer hart gearbeitet und hielt seine Entscheidungen und Herrschaft fest in seinen eigenen Händen. Er galt als brillanter Geschäftsmann der die Möglichkeiten des Unternehmens erkannte, wurde von anderen aber auch als aufbrausend und übermäßig risikoscheu empfunden. Daneben hatte er aber auch weiche Seiten, so war er ein großer Naturfreund und hielt sich mehrere Haustiere.
Tor Nessling war seit 1926 mit Greta Maria „Maj“ geb. Kock verheiratet, die als Hausfrau ihren Mann in seiner Karriere unterstützte. Die Ehe blieb kinderlos. Als Tor Nessling im Jahr 1971 verstarb, verkaufte seine Witwe die Familienaktien an der SAT. Im Jahre 1972 brachte sie ihr Vermögen in die Stiftung der Maj ja Tor Nesslingin Säätiö (Maj und Tor Nessling Stiftung) ein. Die Stiftung ist heute ein wichtiger Geldgeber für Umweltforschung in Finnland.

## Auszeichnungen
- bergsråd (1962)
- Komtur des Löwen von Finnland
- Freiheitskreuz, 3. Klasse
- Freiheitskreuz, 4. Klasse
- Ritter der Weißen Rose, 2. Klasse
- Freiheitsmedaille, 2. Klasse
- Gedenkmedaille der Winterkriege[1]